# Езекијел Лавези
Езекијел Иван Лавези (шп. Ezequiel Iván Lavezzi, Росарио, 3. мај 1985) бивши је аргентински фудбалер који је играо на позицији нападача. Познат је као веома брз и креативан играч са могућношћу дриблинга. Поред позиција у нападу могао је да игра и као крило.

## Клупска каријера
Провео је осам година у омладинској школи Росарио сентрала, да би се 2003. године преселио у сениорски тим Естудијантес Касероса. У Сан Лорензу је у првој сезони у клубу постигао девет голова, исто колико и у наредној и то за мањи број утакмица. Дана 5. јула 2007. године потписао је уговор са Наполијем на пет година. Убрзо у Купу Италије је постигао хет- трик против Пизе. За Наполи је постигао укупно 48 голова.
Дана 2. јула 2012. је постигнут договор између Лавезија и Париз Сен Жермена о трансферу вредном 26,5 милиона евра. Дебитовао је 11. августа против Лорјана. Са француским клубом освојио је четири пута Прву лигу, два пута Лига куп и једном Куп Француске. У фебруару 2016. године прелази у кинески суперлигашки клуб Хебеј Чајна форчун. Након четири сезоне проведене у овом клубу и 35 постигнутих голова, Лавези је 13. децембра 2019. године објавио да завршава играчку каријеру.

## Репрезентативна каријера
За репрезентацију Аргентине дебитовао је 18. априла 2007. против Чилеа. Наредне године је изабран да представља Аргентину на Летњим олимпијским играма. На турниру је постигао два гола, победнички против Аустралије и гол из пенала против Србије. Касније је Аргентина освојила златну медаљу победом над Нигеријом.
За Аргентину је одиграо 51 утакмицу и постигао укупно 9 голова.

## Статистика каријере

### Репрезентативна
Ажурирано 21. јуна 2016.
| Репрезентација | Година | Утакмице | Голови |
| -------------- | ------ | -------- | ------ |
| Аргентина      | 2007   | 2        | 0      |
| Аргентина      | 2008   | 1        | 0      |
| Аргентина      | 2009   | 3        | 0      |
| Аргентина      | 2010   | 3        | 0      |
| Аргентина      | 2011   | 7        | 2      |
| Аргентина      | 2012   | 4        | 0      |
| Аргентина      | 2013   | 8        | 2      |
| Аргентина      | 2014   | 9        | 0      |
| Аргентина      | 2015   | 11       | 3      |
| Аргентина      | 2016   | 3        | 2      |
| Укупно         | Укупно | 51       | 9      |

## Успеси

### Клупски
Сан Лорензо
- Суперлига Аргентине: 2007.

Наполи
- Куп Италије: 2011/12.

Париз Сен Жермен
- Прва лига Француске: 2012/13, 2013/14, 2014/15, 2015/16.
- Лига куп Француске: 2013/14, 2014/15.
- Куп Француске: 2014/15.
- Суперкуп Француске: 2013, 2014.

### Репрезентативни
Аргентина
- Летње олимпијске игре: златна медаља 2008.
- Светско првенство: финалиста 2014.
- Копа Америка: финалиста 2015, 2016.